# Tricia Smith

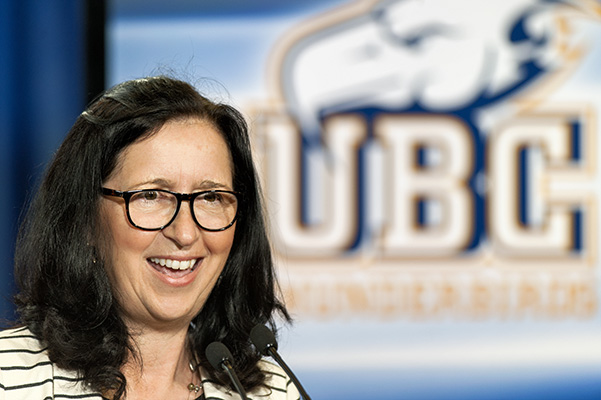
Patricia Smith (2016)

Patricia Catherine Smith (* 14. April 1957 in Vancouver) ist eine kanadische Juristin und ehemalige Ruderin. Während ihrer sportlichen Laufbahn nahm sie mehrfach an großen Sportveranstaltungen wie Olympische Sommerspiele, Weltmeisterschaften und Commonwealth Games teil.

## Ausbildung und Beruf
Patricia Smith besuchte in ihrer Heimatstadt Vancouver die University of British Columbia und studierte Jura. 1985 schloss sie ihr Studium mit dem Bachelor of Laws ab. Zwischen 1986 und 1992 arbeitete sie als Anwältin in einer Anwaltskanzlei in Vancouver. Seit 1992 ist sie bei einer anderen Kanzlei tätig. Hier ist sie für Haftpflicht, Risikomanagement, Rechtsberatung und der Schiedsgerichtsbarkeit im Sport zuständig.

## Sportliche Karriere
Tricia Smith war als Ruderin in unterschiedlichen Bootsklassen dabei. Bei den Olympischen Spielen 1976 in Montreal wurde sie im Zweier ohne Steuerfrau eingesetzt. Mit ihrer Partnerin Elizabeth Craig wurde sie im Finale Fünfte. Bei den Ruder-Weltmeisterschaften 1977 in Amsterdam wurde sie im Achter eingesetzt. Das Boot belegte Platz 3, Smith gewann mit Bronze ihre erste internationale Medaille.
Kanada schloss sich dem Boykottaufruf der USA an und blieb den Olympischen Spielen 1980 in Moskau fern. Bei den in München durchgeführten Ruder-Weltmeisterschaften 1981 startete sie, wieder mit Craig, im ungesteuerten Zweier. Die beiden Kanadierinnen gewannen die Silbermedaille hinter dem DDR-Boot. In dieser Bootsklasse folgten zwei Bronzemedaillen, 1982 in Luzern und 1983 in Duisburg. Bei beiden Weltmeisterschaften war Elizabeth Craig ihre Partnerin.
Mit Craig stand sie auch im Finale der Bootsklasse bei den Olympischen Spielen 1984 in Los Angeles. Hinter dem Boot aus Rumänien belegten Smith und Craig Platz 2 und gewann damit Silber vor dem Boot aus der Bundesrepublik Deutschland. Im belgischen Hazewinkel fand die Ruder-Weltmeisterschaft 1985 statt. Smith war diesmal Mitglied im gesteuerten Vierer, der Dritter wurde. Smith hatte nun fünf Medaillen bei Weltmeisterschaften gewonnen.
Den größten Erfolg konnte sie bei den Commonwealth Games 1986 in Edinburgh feiern. Der gesteuerte Vierer gewann das Finale und damit die Goldmedaille. Ihren letzten internationalen Einsatz hatte sie bei ihrer dritten Teilnahme an Olympischen Spielen. Bei den Spielen von 1988 in Seoul kam sie im gesteuerten Vierer als Siebte ins Ziel.

## Tätigkeit in der Sportadministration
Nach dem Ende ihrer aktiven Laufbahn nahm sie unterschiedliche Ämter und Funktionen wahr. So war sie Delegationsleiterin der kanadischen Mannschaft bei den Panamerikanischen Spielen 2007. Sie war Vize-Bürgermeisterin des Olympischen Dorfes bei den Winterspielen 2010 in Vancouver.
2009 wurde sie Vizepräsidentin des kanadischen NOKs. Nach dem Rücktritt des NOK-Präsidenten Marcel Aubut im Oktober 2015 wurde sie Interimspräsidenten. Einen Monat später wurde zur Nachfolgerin Aubuts gewählt. 2012 wurde sie Vizepräsidentin des Weltruderverbandes FISA. Im Juni 2016 wurde sie zum IOC-Mitglied gewählt.

## Auszeichnungen
- 1992: Aufnahme in die British Columbia Sports Hall of Fame
- 2000: Aufnahme in die Canadian Olympic Hall of Fame
- 2001: Ehrendoktorwürde der University of British Columbia
- 2010: Mitglied des Order of Canada, der höchsten zivilen Auszeichnung Kanadas
- 2012: Mitglied des Order of British Columbia, höchste zivile Auszeichnung der Provinz